# 洛星中学校・高等学校
洛星中学校・高等学校（らくせいちゅうがっこう・こうとうがっこう、英: St.Viator Rakusei Junior and Senior High School）は、京都府京都市北区小松原南町に所在し、中高一貫教育を実施する私立男子中学校・高等学校。

## 概要
カトリック系ミッションスクールであり、高等学校においては生徒を募集しない完全中高一貫校。
カトリック教会の修道会である聖ヴィアトール修道会が満州国で経営していた暁東中学校が母体となっている。第二次世界大戦後、激化する国共内戦を避けて京都の本校と台湾・台中市の衛道高級中学に分散移転した。
1952年に中学校が、1955年には高等学校が創立。キリスト教精神（カトリック）に基づく「全人教育」を掲げており、神父および修道士が現在も教職員と共に活動している。
2010年、中高学校法人として初めて、国連グローバル・コンパクトに加盟した。

### ミッション
カトリック精神に基づく全人教育を実施することを使命とし、全ての人間を「神に愛された存在」として尊重し愛をもって接することの出来る心と力が備わった人材を育てることにあることを共通の認識とする。

### 教育方針
「キリスト教カトリック精神に基づく“全人教育”」を目標に掲げて教育を行う
授業、クラブ活動、学校行事、宗教行事などを通じて、心、頭、体のバランスの取れた人間を育てる。
生徒心得
社会の一員として生活していく上で、必要不可欠な心がけが常にできるようにし、本来、出来て当たり前のことが自然にできる、ということがいかに大事なことなのかを理解し、実行できるようにするために、以下の心得を実践する。
1. 静粛
2. 時間厳守
3. 礼儀
4. 美化整頓
5. 公共心

## 沿革

### 略歴
母体である聖ヴィアトール修道会は、1831年にフランスのリヨン市において、ルイ・ケルブ神父がカトリック精神による青少年教育を目的として設立した修道会である。ヴィアトールの名は、4世紀頃にいたとされる教育者聖ヴィアトールを守護者としたことによる。聖ヴィアトール修道会は世界各地でミッションスクール（ヴィアトール学園）を運営しているが、本校は日本で唯一のヴィアトール学園である。
第二次世界大戦前の1930年代、当時の満洲国政府からも認可を得て、聖ヴィアトール修道会は満洲の四平街（現：中華人民共和国吉林省四平市）に暁東中学を設立し、アジアにおけるカトリック教育の拠点とした。この学校が本校の前身とされる。しかし第二次世界大戦後、中華人民共和国成立に伴って、中国大陸では宗教教育を行う学校が維持できなくなった。
聖ヴィアトール修道会は1948年に日本での活動を開始するが、中学・高等学校の設立を希望する修道会と、発足から間もなく管内に教育機関を持たなかったカトリック京都司教区（当時は知牧区）との間で希望が一致したことから、修道会は京都に日本本部を置くことになる。
1951年に学校法人として認可され、1952年に中学校が、1955年には高等学校が創立された。
2024年3月4日に順天堂大学と高大連携に関する協定を締結した。
2024年3月31日をもって、宗教法人聖ヴィアトール修道会が日本・カトリック京都司教区から撤退することに伴い、宗教法人聖ヴィアトール修道会は聖ヴィアトール学園の運営からも撤退する。
2024年9月24日に上智大学と高大連携に関する協定を締結した。

### 年表
校舎の歴史
- 1962年：第一洛星会館竣工
- 1966年：ヴィアトール講堂（大講堂）竣工
- 1993年：中央棟・家庭科棟竣工
- 2001年：ミレニアム館（室内温水プール・テニスコート・駐輪場）竣工
- 2002年：本館EASTWING（東棟）竣工
- 2003年：本館WESTWING（西棟）竣工
- 2011年：西校地（テニスコート・弓道場・実習農園）竣工

クラス編成の推移
- - 1960年：中高一貫による3クラス体制
- 1961年 - 1982年：中高一貫による4クラス体制（欠員補充のため高校入試を実施したこともある）
- 1983年：高校入試の実施による、中学4クラス、高校5クラス体制（経過措置）
- 1984年 - 2003年：中学4クラス、高校6クラス体制
- 2004年 - ：中高一貫による5クラス体制（高校入試は欠員補充のみ実施）
- 2013年 - ：高等学校での生徒募集をせず、完全中高一貫校化。
- 2024年 - ：教育環境の充実のため1学年の人数を225人から200人へ変更[注釈 1]。

## 交通アクセス
- 京都府京都市北区小松原南町33番地

交通アクセス
- 市営バス
  - 「北野白梅町」停留所より西北西へ約200m（徒歩約3分）- 10・15・26・50・51・55・急行101・急行102・快速202・203・205・快速205系統
  - 「等持院東町」停留所より東南東へ約100m（徒歩約1分）- 臨（特205系統）
- 京福北野線「北野白梅町駅」よりへ約300m（徒歩約4分）
- JR山陰本線「円町駅」より西大路通もしくは佐井通（春日通）を北へ約1.4km（徒歩約20分）

## 象徴
制服
京都市の公立高校は、かつてそのほとんどが制服を定めず、私服で自由な校風が特徴的であったが、洛星中学・高校ではカトリックの教育理念に基づき、創立以来制服が定められ、その着用が厳しく指導された。型は、創立以来基本的には不変で、校章が刻まれた5個の金ボタンで前を留める紺色の詰襟学生服である。ただし標準型とは異なって、上着の襟・打ち合わせ・脇ポケットの蓋などにオールステッチが入り、胸ポケットと袖ボタンが無い。ズボンは上着と共布でツータック、尻ポケットは雨蓋つきとされている。詰襟は、内側にプラスチック製の白いカラー（現在は入手の難しさから襟の端にカラーを模した白線を入れるだけになっている）、左襟に校章、右襟に金文字の学年章を装着する（中学が1,2,3、高校はI,II,III）。かつては完全オーダーメイドで、詰襟が標準より高いハイカラ―（約4.5cm）、カラーサイズがきつめに仕立てられていて、その襟元のホックを常時留めることが求められた。現在は既製品となり、襟が低くなり首回りも緩くなった他、服装基準が緩和され、セーターとベストも定められて、夏服期間の涼しい時に着用可能となった。
5月初旬から11月中旬は夏服期間であり、学校指定の赤みがかったグレーベージュ・両胸に蓋つきポケットのカッターシャツ（長袖と半袖を設定）、冬と同型・同色で生地が薄い夏服用ズボンを着用する。1982年頃まではカッターシャツの胸ポケットの蓋に冬服の襟章を装着したが、現在は校章が刺繍されている。なお、夏期は学年章を装着しない。
紺色の生地に校章を付けた独特の型の制帽もあったが、現在は着用が自由化されている。

## 教育課程
心と頭と体を育てる全人教育という目標を掲げ、効果的な学習指導を行う。
大学受験必要科目については、中学課程をハイスピードで終わらせ、中学の段階から高校課程の授業を行う。高2の段階で大学受験に対応できる態勢をとることにより、高い合格実績を生み出す。
中学3年で、大学入試レベルに当たる英検準2級を全員が受験し、大部分の生徒が合格する。このように、中学生の段階で高い英語力を生徒全員に身につけさせる。
高校1年では、京大見学ツアーが行われる。洛星OBの京大の教授による講演や、洛星OBの京大生によるキャンパスツアーを行う。
高2では、ハーバード大学で行われる「次世代リーダー養成プログラム」に参加することができる。ハーバード大学の教授の講義を聴講し、ハーバード大学の大学生と討論等を行って交流する。また、よりいっそう踏み込んだ進路選択に資するため、希望する理系生徒を対象に京大桂キャンパスの研究施設を見学し、OB教授陣による模擬講義を体験する「京大桂キャンパスツアー」も行う。

## 学校行事

### クリスマス・タブロー
アルファベット表記は Christmas Tableaux。イエス・キリストの誕生を祝う行事であり、タブローは活人画を意味し、12世紀ごろフランスで始まった。
キャストの台詞はなく、聖書朗読により物語が展開される。預言に始まり、受胎告知、天使の羊飼いに対するお告げ、ヘロデ王、天使の導き、そして馬小屋での謁見、メシア・救い主の誕生までの8幕、約2時間を、聖歌隊やハンドベル演奏、フルートやヴァイオリンによる独奏を交ぜながら描く。
1966年に同志社女子中学校・高等学校のパジェントを基にして始まり、2020年に第55回目を迎えた。例年12月22日にリハーサル（観客による撮影可）が、23日に本番（撮影不可）が催される。感染症の予防対策が取られる2019年までは一般に公開されていたが、2020年および2021年は無観客で、2022年は事前申請した卒業生本人および在校生の保護者に限定して来場を受け付けられた。
中学1年生全員と約300名の中学2年生から高校生の有志の生徒によって実施されている。中学1年生はキャストもしくは聖歌隊（聖歌隊とキャンドル隊に分けられるときもある）として出演する。他の学年はキャストもしくはスタッフとして参加する。スタッフは演出や舞台監督、総務などの12のパートに分かれて準備をしている。
2008年には準備からリハーサルまでをまとめた特別番組がKBS京都で本番翌日24日の午後7時より放送された。また、2009年12月24日、2010年12月24日にも同内容・同時間で放送された。

## クラブ活動
生徒の自主的、自発的な参加により行われる部活動については、学園が目指す全人教育の達成のため、知的向上および心身の練磨を目的に、各分野に渡って多くのクラブが活動しており、高校2年生までは全員いずれかのクラブに所属することになる。生徒達が集まって同好会を作ることも可能で、兼部も部活動・同好会合わせて3つまで認められている。
クラブ活動・同好会は活動内容には大きな違いはないが、クラブ活動は生徒会組織として予算や活動場所の面で優遇される。
同好会は、5人以上の生徒と顧問教師が集まれば生徒部の許可を得て作ることができる。同好会は活動実績と校内規定（生徒会会則）による手続きを経てクラブ活動への昇格が認められる。最近では高校料理同好会が高校料理研究部に昇格した例や中学ロボット研究同好会が昇格した例がある。

### 文化クラブ・同好会
- 中学・高校
  - クラブ - オーケストラ部（洛星交響楽団）、演劇部、謡曲部、茶道部、生物部、写真部、天文部、地理部、美術部、囲碁将棋部、ロボット研究部放送局、新聞局、図書委員会
  - 同好会 - 鉄道研究会、模型同好会、IT人材育成同好会
- 中学
  - クラブ - 歴史部、ECL、無線部、地学部
  - 同好会 - 料理研究会、文芸同好会
- 高校
  - クラブ - ESS、文芸部、料理研究部
  - 同好会 - 軽音楽同好会、グリークラブ、歴史同好会、クイズ同好会、スポーツデータ解析同好会、反響板同好会、資産形成同好会、戦史同好会、ピアノ同好会、折り紙同好会

囲碁将棋部は全国高等学校総合文化祭で幾度か準優勝している。また高校ロボット同好会は、2006年ロボカップジュニア世界大会（ドイツ）で準優勝した。

### 体育クラブ・同好会
- 中学・高校
  - クラブ - バドミントン部、バスケットボール部、サッカー部、バレーボール部、ハンドボール部、スケート部、野球部、ソフトテニス部、テニス部、卓球部、水泳部、山岳部、陸上競技部、剣道部、柔道部、弓道部
- 高校
  - クラブ - ラグビー部

1978年にバスケットボール部が全国中学校バスケットボール大会にて準優勝した。中学弓道部は武道館で行われる全日本少年少女武道錬成大会と明治神宮で行われる全国中学生弓道大会に毎年必ず出場している。
2010年は第7回全国中学生弓道大会において団体全国準優勝の結果を残した。水泳部もほぼ毎年全国大会に出場している。
2008年の京都市中学春季総体で陸上部員が100メートル走で優勝し、予選では11秒31の大会新記録を出した。また2011年には中学硬式テニス部が団体で全国大会に出場を果たし、ベスト16という結果を残している。
2016年には、高校野球部が文武両道と部員10人での秋季京都府大会ベスト8進出を評価されて、第89回選抜高校野球大会の21世紀枠京都府推薦校に選出された。また、2024年には中学軟式野球部が第15回文部科学大臣杯全日本少年春季軟式野球大会に出場した。

## 課外活動

### 科学オリンピック
科学オリンピックでの受賞歴がある。国際数学オリンピック、国際物理オリンピック、国際地理オリンピック等の国際科学オリンピック日本代表としてメダル受賞が幾多もある。特に国際数学オリンピックには通算6人のメダル獲得者を輩出しており、2014年には在籍生徒が金メダルを獲得した。
国際数学オリンピック
- 1990年 第31回中国大会 銀メダル
- 1991年 第32回スウェーデン大会 銀メダル
- 1992年 第33回ロシア大会 銀メダル
- 1997年 第38回アルゼンチン大会 銅メダル
- 1998年 第39回台湾大会 銅メダル
- 2014年 第55回南アフリカ大会 金メダル

アジア太平洋数学オリンピック
- 2013年 第25回 優秀賞
- 2014年 第26回 銅メダル
- 2015年 第27回 銅メダル

国際物理オリンピック
- 2016年 第47回スイス・リヒテンシュタイン大会 銅メダル

国際地学オリンピック
- 2019年 第13回韓国大会 金メダル

国際地理オリンピック
- 2019年 第16回香港大会 銅メダル

全国物理コンテスト物理チャレンジ
- 2016年 第12回2016 金賞

日本地学オリンピック
- 2018年 第11回 金賞

日本生物学オリンピック
- 2023年 第19回 銅賞

科学地理オリンピック日本選手権
- 2016年 第11回 金メダル
- 2017年 第12回 金メダル
- 2018年 第13回 金メダル
- 2020年 第15回 金メダル
- 2021年 第16回 金メダル
- 2022年 第17回 金メダル

科学の甲子園
- 2014年 第4回全国大会 企業特別賞

日本ジュニア数学オリンピック
- 2010年 第8回 銀賞

## 進路
| 大学名           | 合格者数 |
| ---------------- | -------- |
| 京都大学         | 4,507名  |
| 東京大学         | 1,027名  |
| 大阪大学         | 951名    |
| 神戸大学         | 730名    |
| 京都府立医科大学 | 636名    |
| 国公立大学計     | 11,902名 |

※のべ卒業者 14,108名
京都大学通算合格者数で私立高校1位（4,507名）を誇る。
近年、国公立医学部医学科にも京都大学と同数程度合格する傾向にある。また、学生の8割弱は京都大学か医学部医学科を受験しており、約半数は見事合格を果たしている。2016年〜2020年の東大・京大・国公立医学部の合格率（合格者/卒業生）は近畿圏の高校では灘、東大寺学園、甲陽学院、大阪星光学院に次ぐ5位、全国では12位の43.1%であった。
地元である京都大学や京都府立医科大学への進学希望者が多く、首都圏の最難関大学である東京大学、早稲田大学、慶應義塾大学を志望する者は少ないが、それぞれ毎年10名以上合格者を輩出する年が多い。また、私立大学への現役合格者は極めて少ない傾向にある。これは、現役時は東京大学、京都大学、国公立医学部等の前期日程のみを受験する者が多く、校内では学力不振とされる者でも大阪大学、神戸大学等の前期日程のみを受験する者が多いためである。
浪人時は万が一に備えて私立大学も併願する者が多い傾向にあるが、国公立前期日程で京都大学等に合格を果たせなかった者も中期・後期日程で神戸大学、大阪公立大学、北海道大学を中心とした最難関国公立大学に合格したり、私立大学の医学部に進学する者がほとんどである。

## 入試
2025年現在は中学からのみ募集している。
中学入試は前期日程と後期日程がある。いずれも4教科型（国語・算数・社会・理科）と3教科型（国語・算数・理科）を選択することができ、出願時に決定しなければならない。なお過去に実施されていた面接は現在は実施されていない。
2024年度よりそれぞれ約165名（後述する特別選抜制度および特別奨学制度による最大10名を含む）、約35名に変更した、また前期日程に帰国生枠若干名が新設された。
|          |          | 前期    | 後期    |
| 試験日程 | 試験日程 | 1月18日 | 1月23日 |
| -------- | -------- | ------- | ------- |
| 募集人数 | 募集人数 | 165     | 35      |
| 配点     | 国語     | 120     | 120     |
| 配点     | 算数     | 120     | 120     |
| 配点     | 理科     | 100     | 80      |
| 配点     | 社会     | 100     | 80      |

### 帰国生枠
帰国生対象に0〜5名の選考枠がある。
受験資格は、直近5年半の内、通算2年以上海外に在住し、かつ最終的に2年前以降に帰国した、または帰国予定の者で、選考方法は、一般受験生と同内容・同時間の学科テスト2科目（国語・算数）および英語筆記テスト、面接（英語スピーキング力の確認も含む）である。

### ノートルダム学院小学校カトリック校特別選抜制度
2013年4月10日、ノートルダム学院小学校との間で「協力関係確認書」が取り交わされ、その協力関係の一環として洛星中学校への特別選抜制度を設け、最大8名までの選抜を実施している。

### カトリック信者特別奨学制度
最大2名まで洛星中学校への特別奨学制度を設け、実施している。

## 中高関係者と組織

### 中高関係者組織
- ヴィアトール学園洛星同窓会 - 卒業生による同窓会組織
- ヴィアトール学園教育協力会 - 生徒保護者による保護者会組織

## 事件

### 業務上横領
本学校法人の経理や会計を担当し、銀行印を保管する立場だった事務局長が2017年から2022年5月までにわたり、学費や学校の運営資金約5,200万円を着服していたことが判明した。
犯行発覚後、法人は速やかに京都府警に対して被害届および告訴状を提出するとともに、事務局長を懲戒解雇処分とした。併せて理事会としての経営責任を明らかにして再発防止策を講じるべく、検証委員会を立ち上げ、保護者説明会を実施している。